# 순다판

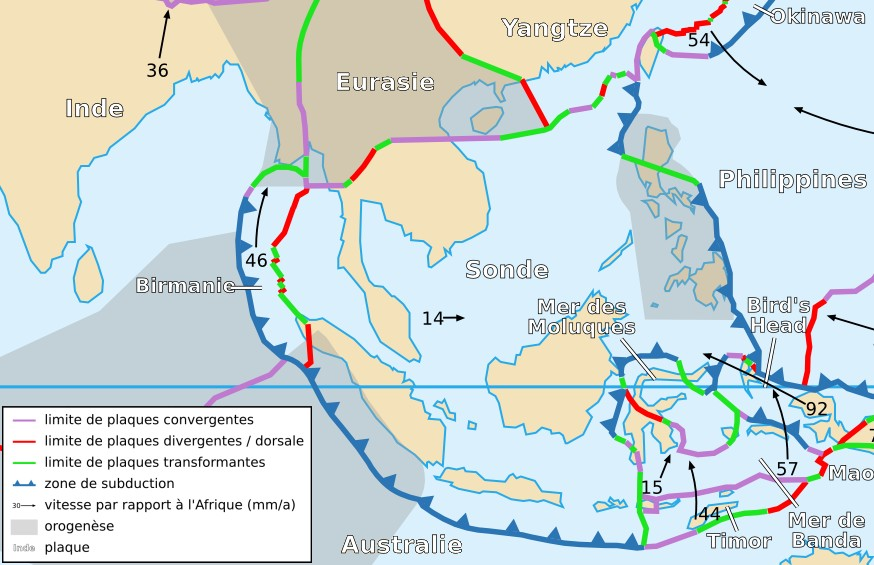
순다 판 ("Sonde",프랑스어)

순다 판은 동남아시아의 판이다. 유라시아 판의 일부이다. 순다 판에는 남중국해, 안다만해, 남부 베트남, 태국, 말레이시아, 보르네오섬, 인도네시아의 수마트라섬, 자바섬, 술라웨시섬의 일부, 필리핀 남서부의 팔라완, 술루 제도가 속한다.
순다 판의 동쪽은 필리핀 해 판, 몰루카 해 판, 반다 해 판, 티모르 판과 접한다. 남쪽과 서쪽은 오스트레일리아 판과 접한다. 북쪽은 버마 판, 유라시아 판, 양쯔 판과 접한다. 인도-오스트레일리아 판은 자바 해구에서 순다 판 밑으로 섭입하고 있다.
순다 판의 동쪽, 남쪽, 서쪽 경계는 그 구조가 복잡하고 지진이 활발한 반면 북쪽 경계는 활동이 미미하다.

## 같이 보기
- 순다 열도
- 순다 대륙붕
- 순다 해구